# Otto-Peltzer-Medaille
Die Otto-Peltzer-Medaille war eine geplante verbandsinterne Auszeichnung des Deutschen Leichtathletik-Verbandes (DLV), welche 1999 gestiftet wurde. Ihre Verleihung sollte nur zu gegebenem Anlass an Persönlichkeiten erfolgen, die sich durch besondere Leistungen, mündiges Handeln und kritische Solidarität um die Leichtathletik ausgezeichnet haben. Namensgeber ist der Leichtathlet Otto Peltzer. Die Medaille wurde nie verliehen, weil der DLV später beschloss, keine Ehrenpreise nach Personen zu benennen und auch die Otto-Peltzer-Medaille nicht zu verleihen.

## Beschreibung
Die 10 cm durchmessende bronzene Medaille zeigt auf ihrer Vorderseite zehn hintereinander laufende Läufer auf einer stilisierten Stadionbahn. Die Rückseite ist glatt und zeigt die Inschrift: DR. OTTO PELTZER | 8. März 1900 – 11. August 1970. Ein Exemplar dieser Medaille ist im Stadtgeschichtlichen Museum in Leipzig ausgestellt.